# François-Joseph Gombert

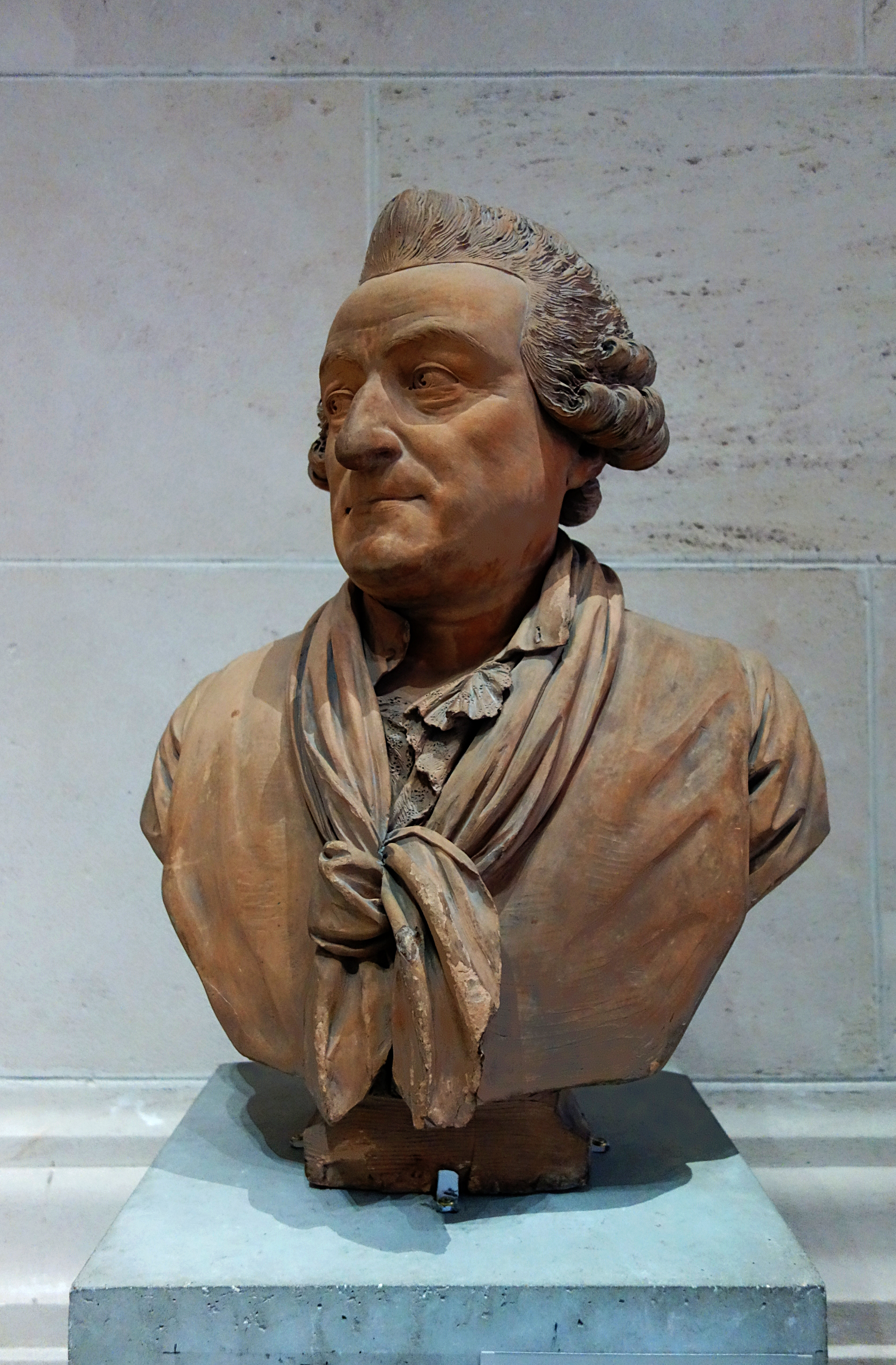
François-Joseph Gombert

(Thomas) François-Joseph Gombert  (Rijsel, 5 januari 1725 – Lestrem, 9 oktober 1801) was stadsarchitect in Rijsel.

## Levensloop
De familie Gombert woonde in Rijsel. Gombert zelf studeerde architectuur in Parijs van 1744 tot 1745. Omwille van de dood van zijn vader, keerde hij terug naar Rijsel. Kort nadien werd hij adjunct-stadsarchitect van Rijsel. Zo maakte hij het werk af van zijn overleden oom Thomas-Joseph Gombert: de bouw van de kapel der Karmelieten in de Rue Royale, wat later de Saint-Andrékerk werd, werd voltooid. Gombert startte een architectenschool in Rijsel, de tweede in Frankrijk, na deze van Parijs. 
In 1772 kreeg Gombert de benoeming tot stadsarchitect. Zijn eerste taak was de renovatie van het Hôtel des Monnaies, 100 jaar oud. Gombert werd eveneens benoemd tot inspecteur-generaal van bruggen en wegen in de graafschappen Frans-Vlaanderen en Artesië. Hij liet de dijken van de Leie verstevigen en liet in Nieppe een brug bouwen over de Leie. 
In 1781 liet hij het klooster en de school van de Jezuïeten (sinds 1762 verlaten) in Rijsel ombouwen tot een groot militair hospitaal. Hij werkte er 10 jaar aan. Het kostte hem veel geld aan aannemers die voorschotten wilden.
Eind 18e eeuw trok hij zich terug uit actieve leven. Hij overleed in Lestrem in 1801.

## Zijn oom
Thomas-Joseph Gombert
- Union List of Artist Names: 500059053
- Virtual International Authority File: 96077146